# 卡爾軒斯·納比
卡爾-軒斯·納比（Karl-Heinz Lappe，1987年9月14日—），德國職業足球員，司職前鋒，現時效力德國球會恩高斯達特。